# Castanea mollissima
Castanea mollissima, ook bekend als de Chinese kastanje, is een soort kastanje afkomstig uit China, Taiwan en Korea. 

## Beschrijving
Het is een bladverliezende boom die tot 20 m hoog wordt met een brede kroon. De bladeren, bloesem en noot zien eruit ongeveer als de tamme kastanje (Castanea sativa). De soortaanduiding mollissima is afgeleid van de zacht donzige scheuten en jonge bladeren.  

## Verspreiding en habitat
Chinese kastanje wordt al millennia in Oost-Azië geteeld en het exacte oorspronkelijke verspreidingsgebied is onbekend. Nu wordt de Chinese kastanje in China, Taiwan, Vietnam en Korea geteeld in productieboomgaarden.
De soort geeft de voorkeur aan volle zon en zure, leemachtige grond.

## Ecologie
Wanneer zij groeit in de buurt van andere kastanjesoorten, waaronder Japanse kastanje (Castanea crenata), Amerikaanse kastanje (Castanea dentata) en tamme kastanje (Castanea sativa ) kruist Chinese kastanje gemakkelijk. 
Een voorbeeld is de cultivar 'Ecker 2', die een complexe hybride is tussen Europese, Amerikaanse en Chinese kastanje (Castanea sativa × (dentata × mollissima) ).
Chinese kastanjes zijn gedurende een lange periode geëvolueerd naast de schimmelziekte van de kastanjebast (Cryphonectria parasitica), en hebben een zeer succesvolle resistentie tegen bacterievuur ontwikkeld, waarschijnlijk meer dan welke andere soort kastanje dan ook.
Het is echter belangrijk om te beseffen dat Chinese kastanjebomen aanzienlijk verschillen in resistentie tegen bacterievuur. Sommige individuen zijn behoorlijk vatbaar, terwijl anderen in wezen immuun zijn voor de ziekte. 

## Toepassingen
De noten zijn eetbaar en de boom wordt op grote schaal verbouwd in Oost- Azië ; Er zijn meer dan 300 cultivars geselecteerd voor de productie van noten, onderverdeeld in vijf grote regionale groepen: Noord, Yangtzevallei, Sichuan en Guizhou, Zuid en Zuidwest. 
Sommige cultivars, zoals 'Kuling', 'Meiling' en 'Nanking', hebben grote noten tot 4 cm in doorsnede. De noten zijn zoet en worden door sommigen beschouwd als de allerlekkerste kastanjes.